# Bisa-Busa jezici
Istočni istočnomandejski jezici (privatni kod: eemd), nigersko-kongoanski jezici, čine istočni ogranak istočnih mande jezika zajedno s jugoistočnom skupinom. Obuhvaća (9) jezika koji se govore u Burkini Faso, Nigeriji i Beninu. Osnova im je podjela na tri podskupine, to su Bissa sa (1) istoimenim jezikom [bib]; Busa sa (5) jezika; i Samo sa (3) jezika.
Najznačajniji među njima je jezik bissa [bib] kojim se na području Burkine Faso, Gane i Togoa služi nešto manje od 600.000 ljudi.

## Vanjske poveznice
- Ethnologue (14th)
- Ethnologue (15th)